# Panzeria flavicornis
Panzeria flavicornis là một loài ruồi trong họ Tachinidae.